# 齿叶溲疏
齿叶溲疏（学名：Deutzia crenata）为虎耳草科溲疏属下的一个种。

## 扩展阅读
- 維基物種上的相關：齿叶溲疏